# Literatura romanx
La Literatura romanx és la literatura feta en romanx, en qualsevol de les seves variants. La fragmentació lingüística i religiosa i la personalitat individual de cada vall dels Grisons han impedint durant molt de temps la formació d'un centre polític i cultural que afavorís la formació d'una llengua escrita unitària. Així doncs, es tracten aquí els textos literaris escrits en qualsevol de les varietats del romanx.
Tot i que els primers testimonis de la llengua romanx són del segle xii, no trobem textos literaris fins al s. XVI.

## Edat moderna
Amb l'arribada de la reforma protestant en el segle xvi comença a desenvolupar-se la literatura en romanx. La primera obra important la va compondre Gian Travers de Zuoz (Alta Engadina), La chanzun da la guerra dal chastè d'Müsch (1527), de 704 versos, versió d'un poema del segle xii, on canta l'empresonament del castellà de Müsch, G.G. Medici, quan tornava de l'ambaixada amb el duc de Milà. Més tard compondria altres obres, com les bíbliques Histoargia dalg bio patriarch Joseph (1534) i Histoargia dalg filg pertz (1534). El més destacat fou el gran humanista Simó Lemn-Margadan Simon Lemnius (1511-1550), deixeble de Philip Melanchton, traductor de l'Odissea al romanx i autor del poema èpic nacional en llatí Rhaetis (1538) i del drama Monarchopornomachia (1539).
A Puschlav, Jachiam Bifrun de Samedan (1506-?) publicaria el 1560 L'g nuof Sainc Testamaint da nos Signer Jesu Christi. Per la seva banda, Ulrich Chiampell de Süs (Engadina) (1510-?) escriví en llatí Descriptio Rhaetiae alpestris (1562) i en romanx els psalms protestants Cudesch da psalms, chi sun fats e mis a chiantàr in ladin (1563). El 1601 Daniel Bonifaci escriuria el catecisme Curt mussaiment dels principals punctgts della christianevla religiun. Però l'autor més destacat del període és el capellà protestant Steffan Gabriel d'Ilanz (sobreselvà), qui escriu Igl ver sulaz da pievel giuvan (La veritable alegria de la gent jove) (1611), Unna stadera de pasar, quala seig la vera cardienscha (1625) de caràcter polèmic, mentre Gian Anteon Calvenzano compon un Catechismus (1611) en sobreselvà i Lucio Gabriel tradueix el nou testament al romanx; Adam Naulli escriví Anatomia del sulaz del Steffan Gabriel (1618); el p. M. Lodovico Molitor compongué Un cudischiet da sainchias historias (1652), cançons bíbliques; F. Zaccaria escriví en sobreselvà Speghel da devotiun (1665) i Glisch sin il candelier (1685). I el 1678-1679 Vulpius i Dorta elaboraren La Sacra Biblia, quai ais tuot la Sancta Scrittüra, traducció de la Bíblia al baix engiadinès.
La literatura de finals del XVII i mitjans del XVIII, molt prolífica, és principalment de caràcter religiós i devocional, però també hi ha polèmiques, descripcions, llibres de viatges i algun text narratiu. Després de l'anònima La canzun de Santgia Margriatha, destaquen Johan Jüst Ander, qui escriví Spejel Cristian (1681); Gion Grass fa Psalms de David (1683); Jon Martin compongué la peça de teatre profà Philomela (1684); el 1690 es publicà l'aplec d'himnes del convent de Disentis, Consolaziun dell'olma devotiusa; entre 1717 i 1719 s'editen la Bíblia de Cuera, la Passiun de Sumvitg, la Passiun de Lumbrein i la Dertgira nauscha. El primer escrit en romanx de caràcter administratiu fou Fuorma delg dreig civil e criminal (1731), i l'obra de P. Saluz Un curt antruvidament par la juvantengia en las scholas (1739), primer escrit de caràcter pedagògic a les escoles. A finals del segle també destacarien l'obra de Mengia Wielanda Ouvretta musicala (1754) i la gramàtica romanx-alemany (1771) de B. Veith.

## Elseglexix

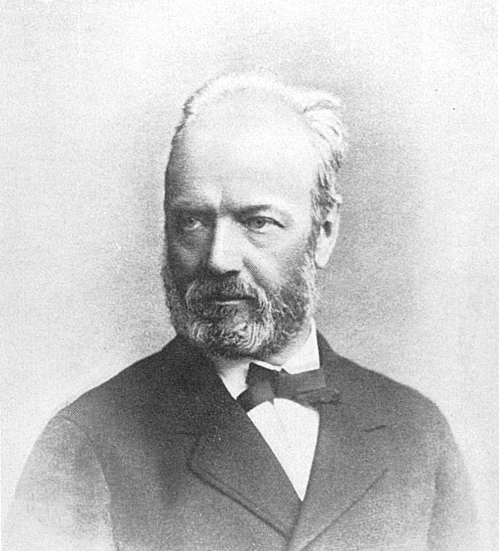
Simeon Caratsch (1826–1892).

Al voltant del diari Grischun Rumonsch (1836-1839) apareix la primera generació d'autors moderns en llengua romanx. Els més destacats foren Alfons Tuor, Giachen Casper Muoth (1844-1906), poeta i professor de llatí i història a la Universitat de Cuera, amb Il giodia (1886), Il cumin d'Ursira (1900) i Canzuns della spatlunzas (1901); Giovannes Mathis, Simeon Caratsch (1826-1895) amb Poesías umoristicas e populares (1865), Flurin Camathias (1871-1946) qui simpatitzava amb Mistral i va mantenir contacte amb els felibres, Gion Huonder (1824-1867) amb el poema Il pur Surveran, Marius Carnot, Chasper Pult i l'engadinès Andrea Bezolla (1840-1897). Els més destacats foren Conradin de Flugi (1789-1874), autor d'unes Rimas; Zaccaria Pallioppi (1820-1874), amb Poesias… (1864-1868), Ortografia et ortopedia del idiom romauntsch d'Engiadin’ota (1857), primera gramàtica romanx de caràcter normalitzador, basada en el parlar engadinès, i l'estudi Dizionari dels idioms romauntschs d'Engiadin'ota e Bassa (1893-1895), publicat pel seu fill, amb intenció normalitzadora; Gian Fadri Caderas (1830-1891), el gran poeta del moment, autor d’Il farmacista (1864), Ravania (1868), Sorrirs e larmas (1887), Flours alpinas (1885) i Nouvas rimas(1879); Clementina Gilli (1858-1942) autora del conte Fruonzia (1926) i Gian Michel Nay (1860-1920) amb el poema La vacha pugnera a Ovras da G.M. Nay (1926-1927).
Posteriorment aparegueren algunes gramàtiques oposades a la de Pallioppi, com la de D. Carigiet (1856) i G.A. Bühler (1864). L'aparició el 1885 de la Societad Retorumantscha encoratjarà l'aparició de nous autors com Gian Budi, autor de Pareolas engiadinaisas i Caspar Descurtins, amb Chrestomazeia retorumàntscha (1892-1919). Schimun Vonmoos (1864-1940) traduirà al romanx les obres de Ramuz i d'altres.

## El segle XX
El 1919 els escriptors rètics Peider Lansel i Men Rauch funden la Lia Rumantscha/Ligia Romontscha, societat política i cultural que uneix les ja existents (Romania, Uniun dals Grischs, Renania, Uniung Rumantscha da Surmeir), que difondrà la Grammatica teoretica, practica ed istorica della lingua ladina (1915) i el Dicziunarii scurznieu de la lingua ladina (1929) d'A. Velleman a Samaden, per tal d'unificar els diferents parlars en una sola escriptura. També fomentaran la creació de premsa romanx, com el diari Gazetta Ladina (1920) i Fogl Ladin (1939) de Men Rauch.
Això facilitarà l'aparició de nous autors ladins; els lingüistes Andrea Schorta, Alexi Decurtins i Agustin Maissen; els poetes A. Caflisch (1893-1971), Flurin Darms (1918), autor dels poemes Per vesiders jeu e ti (1960) i la novel·la Sut il pinut (1972); Curo Mani (1918), Luisa Famos (1928), Theo Candinas (1929), G. Tscharner (1933), Sep Mudest Nay (1892-1945) i Flurin Darms (1918), R. R. Bezzola, amb Tiara grischuna (1943); i A. Lozza (1880-1953); els dramaturgs Men Duri Gaudenz (1899-1992) i G. Belsch (1913); i els narradors R. Caratsch (1901-1978), Gion Deplazes (1928) autor de La bargia de tchéss (1964), Toni Halter (1914), amb Festival da Porclas (1952), Clà Biert (1920-1981), L. Hendry (1920), Donat Cadruvi i l'autora de contes infantils Selina Chönz amb l'il·lustrador Alois Carigiet.
Els autors més destacats han estat, però, Peider Lansel (1863-1943), Jon Semadeni (1910), Men Rauch (1888-1958); Hendri Spescha (1928) amb les narracions La tentaziun di Giachen Malun (1953), El ve va trent’ons (1958), els poemes Alla notg (1963) i els drames E tut quei che mus vein da retscheiver (1955) i Il llom (1963); Tista Munk (1915) amb la narració Il chauvrerin (1943), i Andri Peer (1921-1985), Gian Fontana (1897-1935), Fumegl Martin, Sidonia Caplazi i Mistral Gion Flury.